# Garypus wilsoni
Espèce
Garypus wilsoni est une espèce de pseudoscorpions de la famille des Garypidae.

## Distribution
Cette espèce est endémique du comté de Pingtung à Taïwan. Elle se rencontre vers Checheng.

## Habitat
Cette espèce se rencontre sur le littoral.

## Description
Le mâle holotype mesure 4,31 mm.

## Systématique et taxinomie
Cette espèce a été décrite par Lin et Chang en 2022.

## Étymologie
Cette espèce est nommée en l'honneur d'Edward Osborne Wilson.

## Publication originale
- Lin, Huang, Liu & Chang, 2022 : « Two new pseudoscorpion species of the coastal genus Garypus L. Koch, 1873 (Garypidae) and an updated checklist of the Pseudoscorpiones of Taiwan. » Zoological Studies, vol. 61, no 24, p. 1–13 (texte intégral).